# Túneles de Hiyoshi

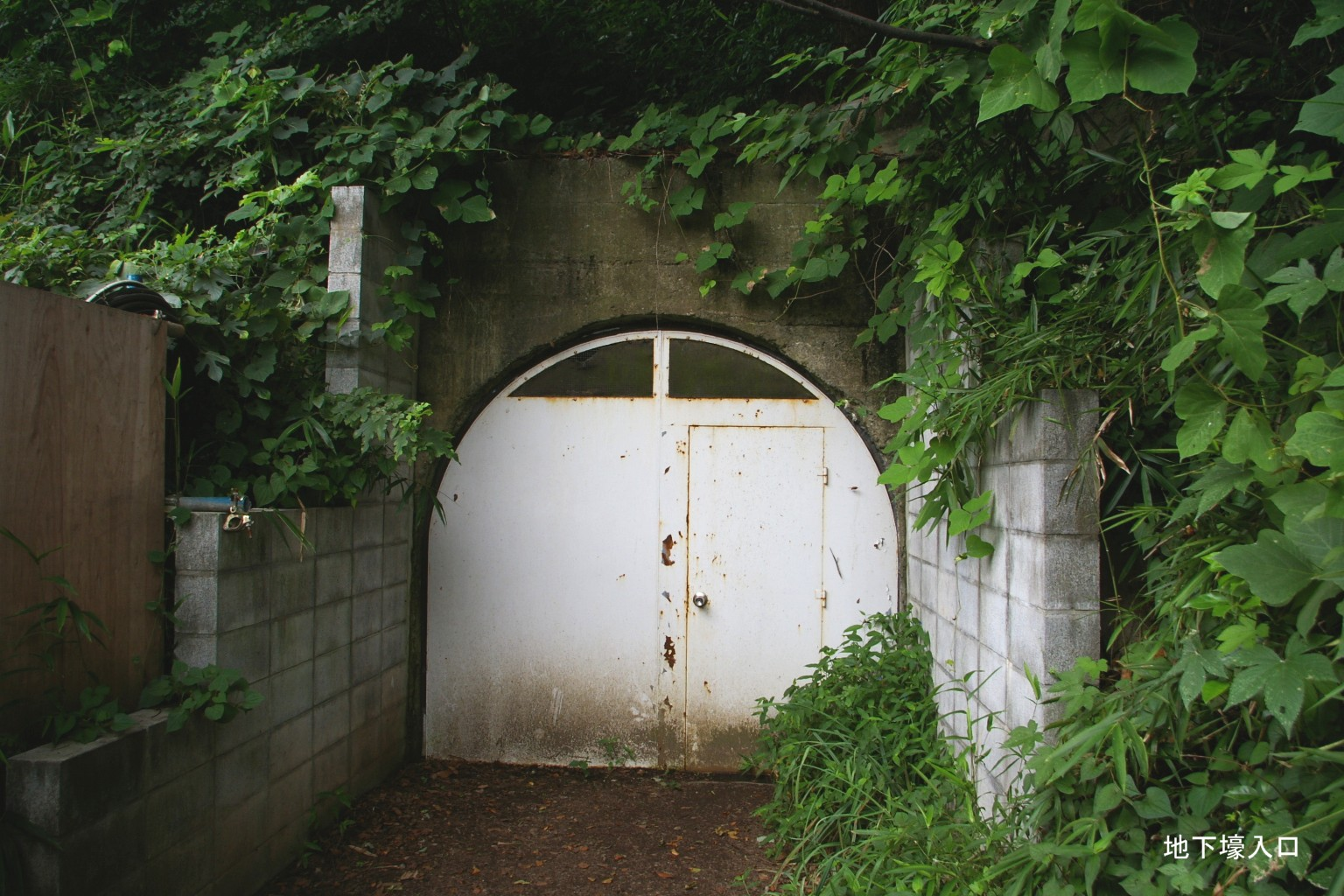
Una entrada a los túneles en el campus de Hiyoshi de la Universidad de Keio.

Los túneles de Hiyoshi (日吉台地下壕, Hiyoshidai chikagō) son varios túneles conectados debajo de Hiyoshi, en Yokohama, Japón. Los túneles sirvieron como cuartel general de la Flota Combinada de la Armada Imperial Japonesa desde septiembre de 1944. La ubicación fue arrendada a la Armada desde el campus de Hiyoshi de la Universidad de Keiō.
La Asociación para la Conservación de los Túneles de Hiyoshidai se fundó en la década de 1980 y ha realizado visitas guiadas para crear conciencia sobre la conservación del patrimonio. Ha tenido dificultades para lograr el compromiso de la Universidad y el gobierno para preservar los túneles, y algunas partes han sido destruidas durante el desarrollo del campus. Los túneles fueron examinados en un estudio gubernamental de unos 850 sitios de la Segunda Guerra Mundial y fueron clasificados como "A", "un sitio histórico esencial para la comprensión de nuestra historia nacional moderna".